# Convento di Santa Croce alla Spalliera
Il convento di Santa Croce alla Spalliera è un complesso sacro e una chiesa adibiti al culto cattolico situati nel comune di Trento.

## Storia
I primi frati cappuccini arrivarono per prendere parte al Concilio di Trento (dal 1545 al 1563). In seguito si stabilirono nel 1575 presso Rovereto dove venne fondato un convento presso la chiesa di Santa Caterina, nel 1585 quello di Arco, nel 1599 quello di Trento (presso la chiesa di Santa Croce tuttora presente accanto al vecchio ospedale di Santa Chiara), di Ala nel 1606, di Condino e Malè nel 1742.
Il convento e l'annessa chiesa si trovano nel quartiere della Cervara di Trento, proprio dietro al castello del Buonconsiglio, dove l'edificio religioso si appoggia su di una balaustra a semicerchio, insomma un ameno poggio appartenente all'ordine dei frati minori cappuccini (O.F.M.Cap.).
Questo convento risale probabilmente al 1579 quando l'allora principe-vescovo Ludovico Madruzzo diede ai frati il vecchio convento dei chierici dei crociferi collocato appena fuori dalla porta Veronese, ovvero quella porta a sud della romana Tridentum. La sede per ospitarli fu trovata nel 1842 nel vecchio convento dedicato alla Santa Croce; oggi sede della Fondazione Bruno Kessler. Padre Giuseppe da Verona risistemò i locali appartenenti al convento e alla chiesa e successivamente consacrati dal vescovo Giovanni Nepomuceno de Tschiderer. Un incendio scoppiato nel 1893 distrusse una buona parte dell'edificio ma questo fu prontamente ricostruito. Negli anni prima dello scoppio della seconda guerra mondiale, fu dato il via ai lavori di ampliamento dell'ala nord e alla costruzione di un nuovo studentato. Naturalmente durante i bombardamenti del 13 maggio 1944 anche i cappuccini, la chiesa e il nuovo studentato vengono colpiti. È conservato un documento che afferma, "questa chiesa non è più che un rudere pericolante". 
I più urgenti lavori di restauro sia della chiesa che del convento, furono eseguiti dagli stessi confratelli. In seguito anche Adami, ingegnere capo del genio civile di Trento, scrisse che i lavori furono eseguiti "con solidità, economia, semplicità e quel minimo di decoro che si richiede anche in un povero convento".
Dopo le missioni presso San Paolo e Bahia (dove restano ancora due missionari) in Brasile e nell'Etiopia, ad oggi alla provincia cappuccina di Trento è stata affidata una nuova missione in Mozambico dove sono attualmente coinvolti 17 fratelli missionari provenienti dal Trentino.
Dal 2003 il convento presta anche un servizio di mensa per i più poveri.
Il 20 marzo 2023 il Capitolo Ordinario delibera lo scioglimento della fraternità a partire dal mese di settembre. Le attività della mensa dei poveri e della biblioteca proseguiranno grazie al sostegno dei volontari, mentre gli spazi del convento saranno destinati ad alloggi per religiosi e studenti universitari.

## Biblioteca
Lo stesso convento è arricchito da una biblioteca dove sono conservati lavori di padre Giangrisostomo da Volano e di padre Bonelli da Cavalese.
Al suo interno (e nelle sedi distaccate) sono conservate circa 64.000 opere, un patrimonio accumulato in quasi quattro secoli. Questa biblioteca essendo nata nel 1970 dopo la riunificazione delle biblioteche cappuccine tridentine che sono passate da 64.000 a oltre 149.000. La specificità della biblioteca, che all'origine riguardava la chiesa principalmente è stata recentemente modificata in una carrellata sulla storia dei vari ordini religiosi in particolare quelli presenti in Trentino già nel Medioevo oltre alla storia trentina.

## Quadreria
Sempre all'interno del convento, e precisamente nell'ala nord, si trova una quadreria appartenente alla provincia cappuccina unificata del Trentino-Veneto-Friuli-Venezia Giulia. Padre Egidio Nicolis, proveniente da Verona, verso il 1850 procurò ai vari conventi della provincia di Trento alcune opere in cui era necessario una prima catalogazione. Nel 1958, quindi finita la seconda guerra mondiale che lasciò i conventi privi di importanti opere, padre Angelico Kessler ha redatto un nuovo e aggiornato catalogo. Nel 1976, padre Giorgio Lino Mocatti, responsabile per i beni culturali della provincia cappuccina, decise di effettuare una catalogazione di tutti i quadri presenti nei conventi provinciali riuscendo nel recupero di alcune opere d'arte. Ciò era ritenuto necessario dato che tra il 1978 e il 1979 vi fu una catalogazione finale curata dall'Ufficio Catalogazione dell'Assessorato alle Attività Culturali. Finita questa prima ci si rese conto che una sola catalogazione non era sufficiente dato che al convento di Trento si aggiunsero anche quelli Ala, Arco, Terzolas e Condino. Ci si rese conto che l'area selezionata non era più in grado di ospitare tante opere; fu così deciso di adibire a pinacoteca uno spazio diviso in sue sezioni ad opera dell'architetto Lupo. Tra gli artisti meglio noti si ricordano:
- Bernardino Campi, Barbara Longhi, Paolo Farinati, Jacopo Negretti e altri artisti del XVI secolo;
- fratello Semplice da Verona, Pietro Ricchi, Giuseppe Alberti del XVII secolo;
- Francesco Trevisani, Domenica Elena Spaventi, Francesco Unterpergher, Giovanni Battista Lampi, Ignazio Paluselli del XVIII secolo;
- Giuseppe Craffonara, Domenico Del Pero, fratello Giovanni Francesco Gamberoni, Antonio Vanzo del XIX secolo.

All'interno della quadreria si trovano anche mobili di varie epoche oltre che altri oggetti in avorio e in ebano che arrivano dalla loro missione in Mozambico.